# Стан Таїсія Сергіївна
Таїсія Сергіївна Стан (4 вересня 1952, село Варівці Городоцького району Хмельницької області) — український фольклорист, етнограф. Заслужений працівник культури України (2009). Голова Хмельницького обласного осередку Національної спілки майстрів народного мистецтва України.

## Біографія
Закінчила Кам'янець-Подільське культосвітне училище. Завідувач Городоцького районного відділу культури, потім заступник директора Хмельницького обласного науково-методичного центру культури і мистецтва.
Зібрала понад 100 оригінальних пісень, колекцію українського національного одягу, вишиванок. Керувала фольклорно-етнографічними колективами «Веснянка» (Городоцький дослідно-експирементальний завод) та «Сонячне коло» (Городоцький районний Будинок культури). Пише сценарії, здійснює режисерсько-постановочні роботи, бере участь у виставках як вишивальниця, квітникар.
Автор і упорядник фотоальбому «Майстри декоративно-прикладного мистецтва Хмельниччини» (2006). У її доробку — збірка «Пісні мого села», зібрані у Варівцях Городоцького району. Дослідниця зібрала майже 300 зразків старовинної подільської вишивки, готує до видання альбом «Візерунки Хмельниччини» .

## Видання
- Стан Т. С. Майстри декоративно-прикладного мистецтва Хмельниччини: Фотоальбом. — Хмельницький, 2006. — 59 с.

## Відзнаки
4 вересня 2009 року за вагомий особистий внесок у розвиток культурно-мистецької спадщини України, високу професійну майстерність та активну участь у проведенні Фестивалю мистецтв України надано звання «Заслужений працівник культури України» .